# پی‌سی موزیک
پی‌سی موزیک (به انگلیسی: PC Music) ناشر موسیقی و حلقهٔ هنری می‌باشد که توسط ای. جی. کوک اداره می‌شود پی‌سی موزیک در سال ۲۰۱۳ به‌وجود آمد و اولین انتشارات خود را همان سال در ساندکلود منتشر کرد.